# Kokalos.3
Kokalos.3 è un album di Vincenzo Spampinato del 2000 pubblicato dalla Lengi Music.

## Tracce
1. Vitti na crozza (tradizionale) – 4:44
2. Aspittamu u vientu (feat. Rondò Veneziano) – 5:07 (testo: Vincenzo Spampinato – musica: Gian Piero Reverberi e Ivano Pavesi) – tratto da Toro-Terra dall'album Zodiaco - Sternzeichen
3. E vui durmiti ancora – 6:46 (testo: Giovanni Formisano – musica: Gaetano Emanuel Calì)
4. Pippu Pirnacchiu – 5:38
5. Ciuri ciuri (tradizionale) (feat. Pippo Pattavina) – 5:08
6. Ci ni voli tempu – 4:06
7. Tu veni ccà – 4:40
8. Chi nni sai? – 5:30
9. Terra mia – 6:45
10. Vacci lisciu – 1:10